# José María Gil-Robles y Quiñones

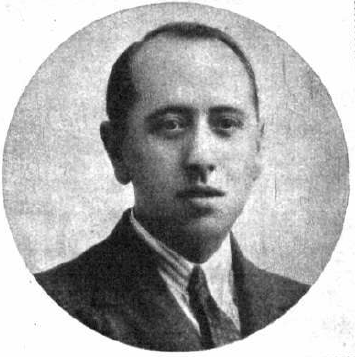
José Maria Gil-Robles y Quiñones ca. 1931

José María Gil-Robles y Quiñones (* 27. November 1898 in Salamanca; † 13. September 1980 in Madrid) war ein spanischer Rechtsanwalt und Politiker.

## Berufsleben
Gil-Robles schloss an der Universität Salamanca mit 21 Jahren das Studium der Rechtswissenschaft ab und arbeitete als Rechtsanwalt in der Kanzlei seines Vaters, Enrique Gil-Robles. Seit seiner Jugend war Gil-Robles in politischen Organisationen und katholischen Sozialbewegungen aktiv. Nach seiner Promotion an der Zentraluniversität Madrid wurde er 1932 Professor für politisches Recht an der Universität von San Cristóbal de La Laguna in der kanarischen Provinz Santa Cruz de Tenerife, nahm aber diese Tätigkeit kaum wahr. Nach seiner Rückkehr nach Madrid wurde er Redaktionsmitglied der katholischen Tageszeitung El Debate, dessen Herausgeber Ángel Herrera Oria war. Als Sekretär des Nationalen Katholischen Landwirtschaftsbundes trat er 1922 der Sozialen Volkspartei (Partido Social Popular) bei, dessen Führer Ángel Ossorio y Gallardo war.

## Politisches Wirken
1923, nach Beginn der Diktatur von Miguel Primo de Rivera, arbeitete er zusammen mit José Calvo Sotelo, dem Generaldirektor der Lokalverwaltung, das Städtische Statut aus. In den ersten Parlamentswahlen zwei Monate nach Ausrufung der Zweiten Spanischen Republik wurde er im Juni 1931 zum Abgeordneten des Agrarblocks Bloque Agrario gewählt. Im verfassungsgebenden Parlament, dem er angehörte, tat er sich als Gegner der Religionspolitik der neuen Regierung hervor. Im selben Jahr begann seine aktive Mitarbeit in der Acción Nacional, die kurz zuvor von Herrera Oria und 1932 auf Forderungen der Regierung hin in Acción Popular umbenannt wurde, als Gil-Robles bereits einer ihrer wichtigsten Führungsfiguren war.
Er vertrat die Auffassung des Akzidentalismus, wonach nicht die Frage der Staatsform (Monarchie oder Republik) das entscheidende sei, sondern die Vertretung der Interessen der Kirche. Diese Haltung war konträr zu anderen Positionen rechtsgerichteter Politiker, die prinzipiell gegen die Republik eingestellt waren.
Ende Februar und Anfang März 1933 wirkte er an der Gründung eines Bündnisses der katholisch orientierten Parteien – der Confederación Española de Derechas Autónomas (CEDA) – mit und gliederte die Acción Popular in sie ein. Die CEDA ging als stärkste Kraft aus der Parlamentswahl vom November 1933 hervor mit Gil-Robles an ihrer Spitze, jedoch mit einer kleinen relativen Mehrheit (115 von 450 Sitzen), weshalb sie nicht alleine regieren konnte. Gil-Robles unterstützte daher von da an das neue Kabinett unter Alejandro Lerroux und auch die folgenden Regierungen unter der Führung anderer Politiker des Partido Republicano Radical.
Im Oktober 1934 löste die Ernennung von drei Mitgliedern der CEDA als Minister der Regierung den Asturischer Bergarbeiterstreik aus, der von Anarchisten, Sozialisten und Kommunisten gemeinsam angeführt wurde. Der Aufstand wurde von der Spanischen Marine, dem Militär und der Spanischen Fremdenlegion niedergeschlagen. Am 6. Mai 1935 wurde er von Lerroux zum Kriegsminister ernannt und beförderte eine Reihe hoher Offiziere, die im wenig später ausbrechenden Spanischen Bürgerkrieg eine entscheidende Rolle spielten, wie z. B. General Francisco Franco. Auch im folgenden Kabinett, das ab September 1935 vom unabhängigen Joaquín Chapaprieta Torregrosa geführt wurde, behielt er den Posten bei. Seine politische Position in Wirtschaftsfragen, die mit der des Regierungschefs unvereinbar war, führte zum Rücktritt des Regierungschefs und damit auch zum Ende seiner eigenen Ministerlaufbahn.
Nach dem Sieg der Volksfront in der Parlamentswahl vom Februar 1936 übernahm er die Führung der parlamentarischen Opposition. Er wurde dabei immer mehr von den radikaleren Forderungen José Calvo Sotelos in den Schatten gestellt, der in der Nacht vom 12. zum 13. Juli desselben Jahres ermordet wurde. Gil-Robles entging seiner Ermordung nur knapp durch seine Abreise nach Nordspanien, später verließ er das Land in Richtung Frankreich. Nachdem er von der Regierung Léon Blum des Landes verwiesen worden war, ging er nach Portugal. Als der Bürgerkrieg begonnen hatte, empfahl er seinen Anhängern, die Kriegspartei von Francisco Franco zu unterstützen und übergab das Geld seiner Partei dem General Mola.

## Exil
Als am 1. April 1939 der Krieg zu Ende war, vertrat er die Interessen des Königshauses und wurde Mitglied des Privaten Rates des Grafen von Barcelona (Juan de Borbón, Vater des späteren Königs Juan Carlos I.). 1948 versuchte er, eine Vereinbarung mit dem Führer der Sozialisten Indalecio Prieto zum Zweck der Wiedereinsetzung der Monarchie zu erreichen.

## Opposition zu Franco
1953 kehrte er nach Spanien zurück, wo er verschiedene Gegner der Franco-Diktatur unterstützte. 1962 wurde er wegen seiner Teilnahme an einem Geheimtreffen von Franco-Gegnern in München aus Spanien ausgewiesen, woraufhin er auch den Beraterkreis des Grafen von Barcelona verlassen musste. Er begann darauf mit dem Schreiben von Memoiren. Im ersten Band mit dem Titel Es war kein Friede möglich (1968), versuchte er, die Gründe für den Bürgerkrieg zu erklären und seine Rolle in den dem Krieg vorausgehenden Ereignissen zu rechtfertigen.

## Neue Rolle in der Demokratie
Nachdem er seit 1968 einen Lehrstuhl an der Universität Oviedo innegehabt hatte, versuchte er ab dem Tod von General Franco im Jahr 1975, der Besteigung des Thrones durch Juan Carlos I. und dem Beginn der Demokratisierungsperiode in der Christdemokratischen Partei tätig zu werden. Er wurde dabei von einem seiner Söhne, José María Gil-Robles y Gil-Delgado, unterstützt.
Seine Partei, die zusammen mit der von Joaquín Ruiz-Giménez in den Christdemokratischen Bund (Federación de Democracia Cristiana) eingetreten war, scheiterte in der Wahl von 1977 und erhielt keinen einzigen Abgeordnetensitz. Daraufhin zog er sich völlig aus dem politischen Leben zurück. 1976 war ein weiteres seiner autobiographischen Werke mit politischem Zuschnitt erschienen mit dem Titel Die Monarchie für die ich gekämpft habe (La monarquía por la que luché).
Sein Sohn José María Gil-Robles trat später in die konservative Volkspartei (Partido Popular) ein und wurde Präsident des Europäischen Parlaments. Ein weiterer seiner Söhne, Álvaro Gil-Robles, wurde Ombudsmann (Defensor del Pueblo).